# Olympische Sommerspiele 1896/Radsport
Bei den I. Olympischen Spielen 1896 in Athen wurden sechs Wettbewerbe im Radsport ausgetragen. Fünf der Wettbewerbe fanden im Velodrom Neo Faliro statt.

## Bilanz

### Medaillenspiegel
| Platz | Land            | Silber | Bronze | 3. | Gesamt |
| ----- | --------------- | ------ | ------ | -- | ------ |
| 1     | Frankreich      | 4      | 1      | 1  | 6      |
| 2     | Griechenland    | 1      | 3      | —  | 4      |
| 3     | Österreich      | 1      | —      | 2  | 3      |
| 4     | Großbritannien  | —      | 1      | 1  | 2      |
| 5     | Deutsches Reich | —      | 1      | —  | 1      |

### Medaillengewinner
| Konkurrenz         | Silber                   | Bronze                 | Dritter        |
| ------------------ | ------------------------ | ---------------------- | -------------- |
| Straßenradsport    |                          |                        |                |
| Straßenrennen      | Aristidis Konstantinidis | August Gödrich         | Edward Battel  |
| Bahnradsport       |                          |                        |                |
| Sprint             | Paul Masson              | Stamatios Nikolopoulos | Léon Flameng   |
| 333 ⅓ m Zeitfahren | Paul Masson              | Stamatios Nikolopoulos | Adolf Schmal   |
| 10 km              | Paul Masson              | Léon Flameng           | Adolf Schmal   |
| 100 km             | Léon Flameng             | Georgios Kolettis      | nicht vergeben |
| 12-Stunden-Rennen  | Adolf Schmal             | Frederick Keeping      | nicht vergeben |

## Ergebnisse Männer

### Bahn

#### 333 ⅓ m Zeitfahren
| Platz | Land | Athlet                 | Zeit   |
| ----- | ---- | ---------------------- | ------ |
| 1     | FRA  | Paul Masson            | 24,0 s |
| 2     | GRE  | Stamatios Nikolopoulos | 25,4 s |
| 3     | AUT  | Adolf Schmal           | 26,6 s |

#### Sprint (2000 m)
| Platz | Land | Athlet                 | Zeit       |
| ----- | ---- | ---------------------- | ---------- |
| 1     | FRA  | Paul Masson            | 4:58,2 min |
| 2     | GRE  | Stamatios Nikolopoulos | 5:00,2 min |
| 3     | FRA  | Léon Flameng           | k. A.      |
| 4     | GER  | Josef Rosemeyer        | k. A.      |

#### 10 km

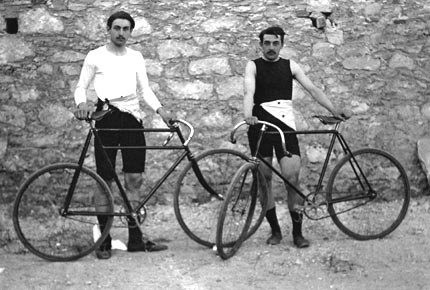
Flameng (links) und Masson

| Platz | Land | Athlet                   | Zeit               |
| ----- | ---- | ------------------------ | ------------------ |
| 1     | FRA  | Paul Masson              | 17:54,2 min (OR)   |
| 2     | FRA  | Léon Flameng             | 17:54,2 min        |
| 3     | AUT  | Adolf Schmal             | k. A.              |
| 4     | GER  | Josef Rosemeyer          | k. A.              |
| –     | GRE  | Georgios Kolettis        | Aufgabe nach Sturz |
| –     | GRE  | Aristidis Konstantinidis | Aufgabe nach Sturz |

#### 100 km
| Platz | Land | Athlet                   | Zeit                 |
| ----- | ---- | ------------------------ | -------------------- |
| 1     | FRA  | Léon Flameng             | 3:08:19,2 h          |
| 2     | GRE  | Georgios Kolettis        | 2000 Meter Rückstand |
| –     | GBR  | Edward Battel            | Aufgabe              |
| –     | GRE  | Aristidis Konstantinidis | Aufgabe              |
| –     | GRE  | Georgios Aspiotis        | Aufgabe              |
| –     | AUT  | Adolf Schmal             | Aufgabe              |
| –     | GER  | Josef Rosemeyer          | Aufgabe              |
| –     | GER  | Joseph Welzenbacher      | Aufgabe              |
| –     | GER  | Bernard Knubel           | Aufgabe              |

#### 12-Stunden-Rennen
| Platz | Land | Athlet            | Distanz    |
| ----- | ---- | ----------------- | ---------- |
| 1     | AUT  | Adolf Schmal      | 314,997 km |
| 2     | GBR  | Frederick Keeping | 314,664 km |

Adolf Schmal beschrieb den Verlauf des eher eintönigen Rennens, das mit Schrittmacher durchgeführt wurde, in seinen Erinnerungen Wie ich einen olympischen Lorbeer verlor – und einen gewann. Danach nutzte er die frühen Morgenstunden und die wachsende Unlust seiner Konkurrenten, um eine Runde Vorsprung herauszufahren, die er bis ins Ziel verteidigen konnte. Nachdem sich nur noch Schmal und Keeping Hoffnung auf einen Sieg machten konnten, einigten sich beide auf eine Pause.

### Straße

#### Straßenrennen (87 km)
| Platz | Land | Athlet                    | Zeit      |
| ----- | ---- | ------------------------- | --------- |
| 1     | GRE  | Aristidis Konstantinidis  | 3:22:31 h |
| 2     | GER  | August Gödrich            | 3:42:18 h |
| 3     | GBR  | Edward Battel             | k. A.     |
| 4     | GRE  | Konstantinos Konstantinou | k. A.     |
| 5     | GRE  | Georgios Aspiotis         | k. A.     |
| 6     | GRE  | Miltiadis Iatrou          | k. A.     |

Das Straßenrennen wurde auf der Strecke Athen–Marathon und zurück ausgetragen. Nachdem Konstantinidis auf dem Rückweg nach Athen zweimal eine Panne erlitten hatte, lieh er sich das Fahrrad eines an der Strecke stehenden Zuschauers und legte damit die letzten Kilometer zurück.